# Couvent Sainte-Catherine de Colmar
Le couvent Sainte-Catherine (ou ancienne église des Catherinettes) est un monument historique situé à Colmar, dans le département français du Haut-Rhin qui servait de couvent aux sœurs dominicaines de Sainte-Catherine.

## Localisation
L'édifice est situé au 8, rue Kléber à Colmar.

## Historique
La construction de l'église a débuté en 1316 et s'est achevée en 1371, la nef en 1436,.
Le couvent a appartenu au diocèse de Bâle, successivement province de Lyon puis province de Besançon. À la suite du départs des sœurs en 1792, les bâtiments deviennent un hôpital militaire,, un centre agronomique et un semi-internat médico-pédagogique puis accueille l'office de tourisme.
Le chevet du chœur a été amputé au XIXe siècle lors de travaux de voiries.
En 1948, Gérard Ambroselli peint une fresque dans la nef résumant l'histoire de l'Alsace.
Le clocheton et sa flèche sont restaurés entre 2003 et 2006.
Le couvent fait l'objet d'un classement au titre des monuments historiques depuis le 13 juin 1903.

## Architecture
L'église est charpentée et éclairée par des fenêtres en arc brisé. Le chœur comporte cinq travées à contreforts. Elle est surmontée d'un clocheton ajouré (style gothique) unique dans la ville.